# Стара Камйонка (Сувальський повіт)
Стара Камйонка (пол. Stara Kamionka) — село в Польщі, у гміні Бакалажево Сувальського повіту Підляського воєводства.
Населення — 85 осіб (2011).
У 1975-1998 роках село належало до Сувальського воєводства.

## Демографія
Демографічна структура станом на 31 березня 2011 року:
|          | Загалом | Допрацездатний вік | Працездатний вік | Постпрацездатний вік |
| -------- | ------- | ------------------ | ---------------- | -------------------- |
| Чоловіки | 48      | 9                  | 30               | 9                    |
| Жінки    | 37      | 6                  | 16               | 15                   |
| Разом    | 85      | 15                 | 46               | 24                   |